# Neutrino sterylne
Neutrino sterylne – hipotetyczna cząstka elementarna mogąca tworzyć ciemną materię. Miałaby ona należeć do neutrin – cząstek o zerowym ładunku elektrycznym i bardzo małej masie. Czasem neutrino sterylne traktowane jest jako czwarta generacja neutrin (obok neutrina elektronowego, mionowego i taonowego). Jego charakterystyczną cechą jest to, że oddziałuje z materią tylko grawitacyjnie. Jest oznaczane symbolem νs.
Oscylacje neutrin teoretycznie mogłyby zamieniać neutrina mionowe w sterylne, co powodowałoby spadek ich liczby w detektorze. Jest to szczególnie prawdopodobne po przejściu wiązki neutrin przez obszar o dużej gęstości materii, taki jak jądro Ziemi. Dlatego detektor IceCube na biegunie południowym został użyty do obserwacji neutrin przychodzących z półkuli północnej, w zakresie energii od 320 GeV do 20 TeV, w którym spodziewano się wyraźnego sygnału w przypadku istnienia neutrin sterylnych. Analiza danych z zaobserwowanych zdarzeń pozwoliła na wykluczenie istnienia neutrin sterylnych w dostępnym obszarze przestrzeni parametrów, na poziomie ufności 99%.